# Лауэнбрюкк
Лауэнбрюкк (нем. Lauenbrück) — коммуна в Германии, в земле Нижняя Саксония.
Входит в состав района Ротенбург-на-Вюмме. Подчиняется управлению Финтель. Население составляет 2163 человека (на 31 декабря 2010 года). Занимает площадь 21,89 км².